# Cosmoconus maculiventris
Cosmoconus maculiventris är en stekelart som beskrevs av Mao-Ling Sheng 2002. Cosmoconus maculiventris ingår i släktet Cosmoconus och familjen brokparasitsteklar. Inga underarter finns listade i Catalogue of Life.